# Glückauf

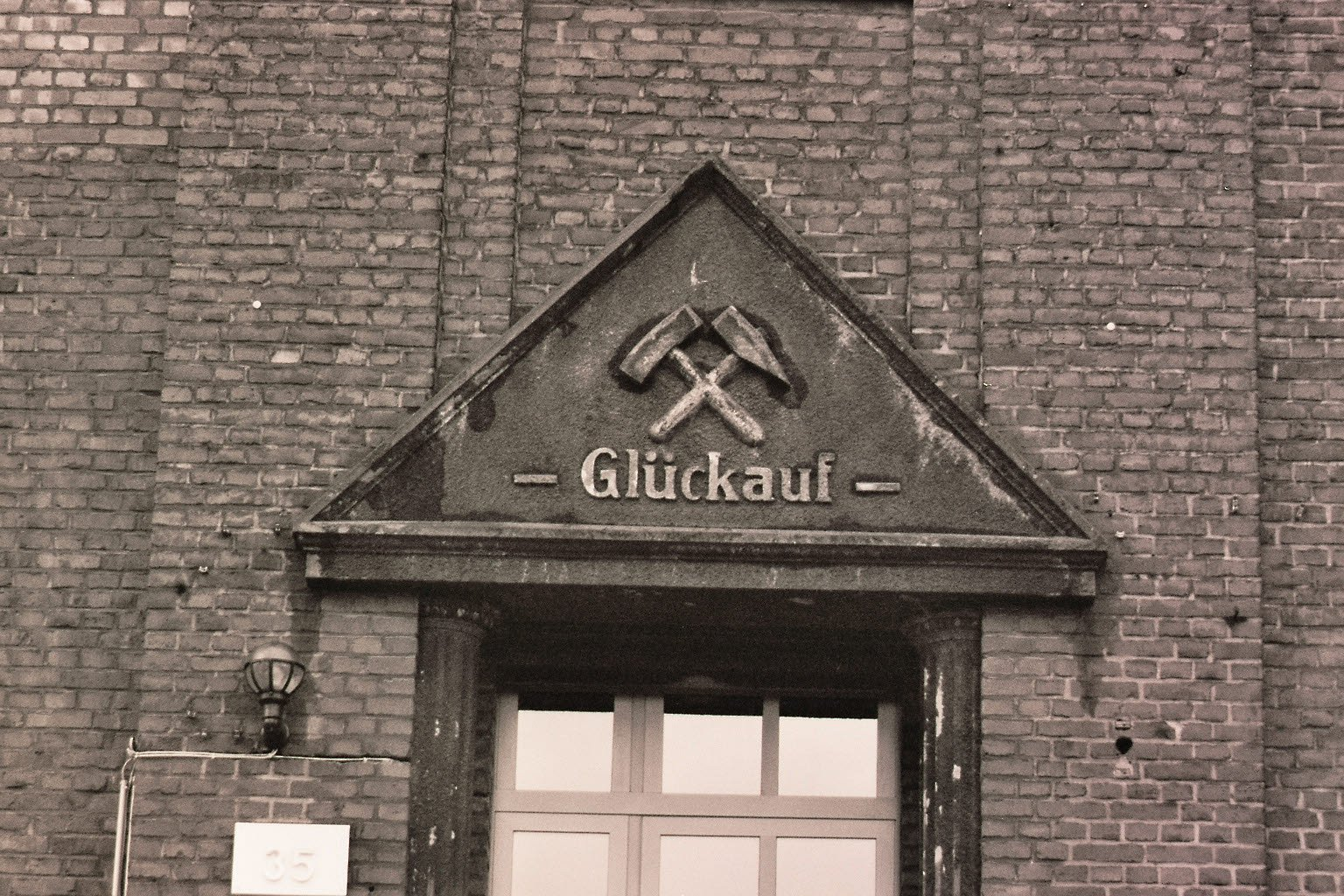
Вітання Glückauf над входом до однієї з шахт Рурського регіону

Glückauf або glück auf («ґлюкауф», перекладається приблизно як «Щасливо на-гора!») — вітання німецьких гірників.
Символізує сподівання на повернення з шахти нагору, на поверхню Землі — тобто «на-гора».
Фраза виникла в ті часи, коли гірники ще підіймались та опускались в копальні, користуючись дерев'яними сходами. Після каторжної праці в шахті гірники мали здолати довгий і небезпечний шлях на-гора, який займав іноді до двох годин часу. З XVI-го по XVIII-е сторіччя загибель людей в шахтах була звичайною справою.
Вітання увійшло до шахтарської пісні Glück Auf, der Steiger kommt, відома як «Пісня гірника» (Steigerlied(нім.) — «штайгерлід»). За традицією співак Герберт Грьонемайер починає кожен свій концерт у рідному місті Бохумі з цієї пісні.
Вислів «glückauf» використовується також в арґо спелеологів, водолазів, аквалангистів і навіть льотчиків.

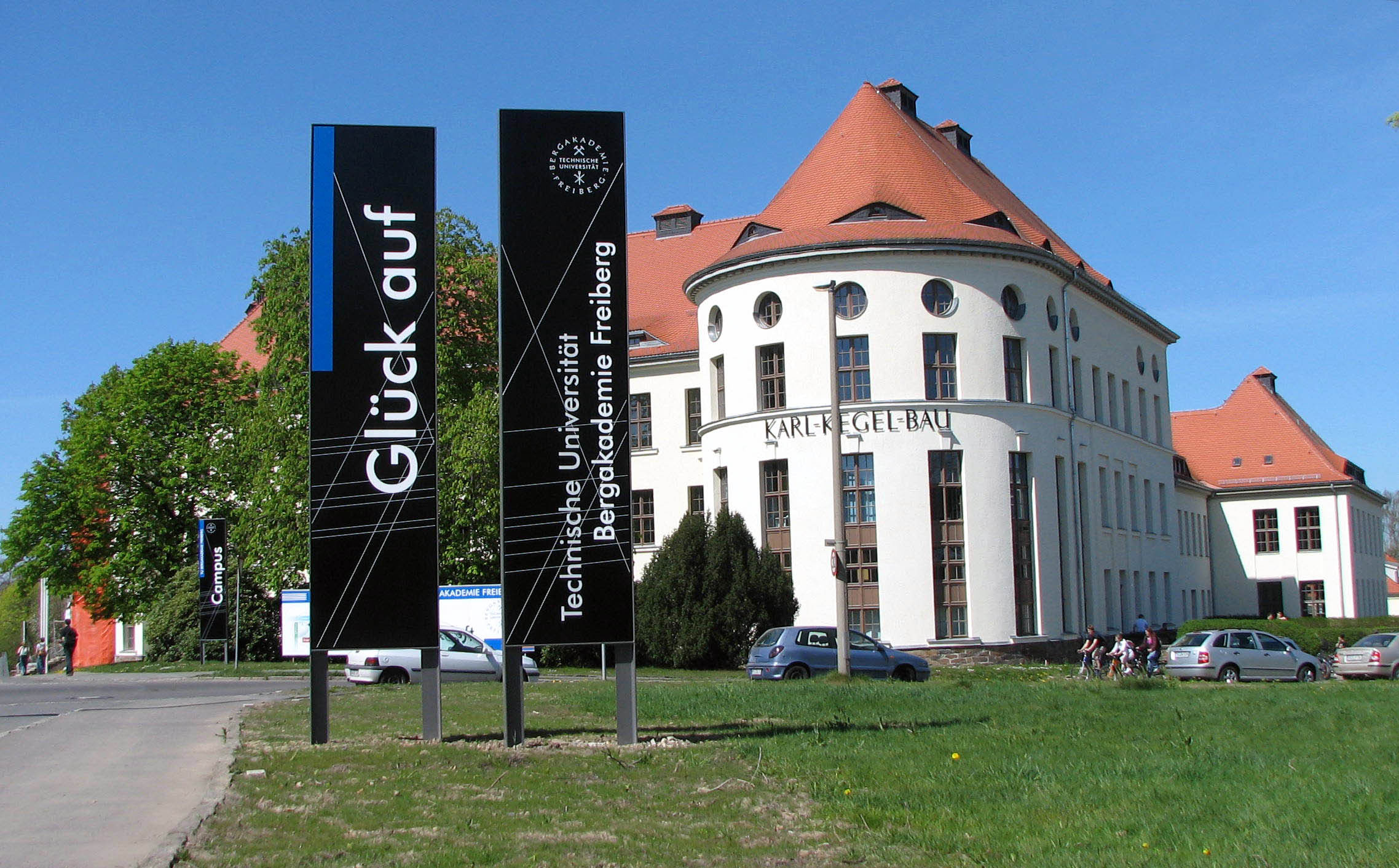
Стела з вітанням біля фрайберзької гірничої академії

В традиційних гірничопромислових регіонах Німеччини гірняцьке вітання зазвичай використовується також і людьми, що не мають відношення до гірничого виробництва. При цьому зустрічаються варіації на кшталт «Glick Auf!», «Gliggauf» (серед чоловіків). Можливі також скорочення (наприклад, «Gauf!»), також у регіональному молодіжному сленгу.